# Марина Вукчевич
Марина Вукчевич  (серб. Марина Вукчевић; нар. 24 серпня 1993) — чорногорська гандболістка, олімпійська медалістка.

## Виступи на Олімпіадах
| Олімпіада   | Дисципліна | Місце |
| ----------- | ---------- | ----- |
| Лондон 2012 | гандбол    | 2     |